# 헬무트 마이
헬무트 마이(독일어: Hellmut May, 1921년 6월 9일 - 2011년 11월 11일)는 오스트리아의 피겨 스케이팅 선수로 1936년과 1948년 동계 올림픽에서 오스트리아를 대표했다.

## 생애 및 선수 경력
헬무트 마이는 1936년 가르미슈파르텐키르헨 동계 올림픽에 출전할 때 14세였고, 14위를 했다. 1941년 5월에, 그는 2차 세계 대전의 군대에 징집된 이후 미국과 영국 포로 수용소에서 시간을 보냈다. 그의 가족 아파트는 폭탄으로 파괴되었지만 그의 어머니는 그의 스케이트를 찾았다. 마이는 1948년 생모리츠 동계 올림픽에서 8위를 했다. 메이는 1954년에 캐나다로 이주했다. 1955년에, 그는 브리티시 컬럼비아주 밴쿠버 케리스데일 피겨 스케이팅 클럽에서 코치가 되었다. 그는 카렌 마그누센의 첫번째 코치였다. 메이는 2011년 11월에 브리티시 컬럼비아주 리치몬드에서 사망했다. 그는 안드레아 메이와 결혼했다.